# Wirus Marburg
Marburg – wirus wykryty po raz pierwszy w Niemczech.

## Budowa
Materiał genetyczny stanowi jednoniciowe antysensowne RNA. Podobnie jak wirus Ebola, charakteryzuje go ta sama morfologia (wygląda jak poskręcana pałeczka), ale w przeciwieństwie do niej ma inne antygeny.

## Patogenność
Wirusy te są przyczyną poważnych i trudnych w leczeniu, występujących endemicznie na obszarze Afryki gorączek krwotocznych – choroby marburskiej.

### Zakaźność, drogi szerzenia i rezerwuar
Do zakażenia dochodzi na drodze kropelkowej, pośredniego i bezpośredniego kontaktu (z czego te dwa ostatnie mają największe znaczenie). Najpoważniej zazwyczaj kończą się zakażenia wśród służb medycznych, które nastąpiły na skutek kontaktu z płynami ustrojowymi i kałem.
Rezerwuar stanowią chorzy ludzie, prawdopodobnie także gryzonie i niektóre gatunki małp.

### Odporność populacji
Występuje powszechna wrażliwość. Prace nad szczepionką trwają. Wykryto przeciwciała u niektórych badanych pacjentów.

### Zastosowania jako broni biologicznej
Wirus ten nie jest tak samo śmiertelny jak Ebola, więc jego użycie jest bardziej wątpliwe. Poza tym duże trudności sprawia pozyskanie wirusa.

## Wrażliwość na czynniki zewnętrzne
Wirusy te wrażliwe są na promieniowanie jonizujące, światło słoneczne (promienie UV), temperaturę powyżej 60 °C oraz powszechnie dostępne chemiczne środki do dezynfekcji (fenol, alkohol metylowy).

## Historia odkrycia
Pierwsze udokumentowane zachorowania miały miejsce w roku 1967 w Marburgu i Frankfurcie nad Menem oraz Belgradzie. Źródłem wirusa były koczkodany zielone (Cercopithecus aethiops) przywiezione z Ugandy. Do zakażenia doszło u osób, które opiekowały się małpami lub preparowały ich tkanki (nerki do celów hodowli komórkowej). Wystąpiło 25 przypadków pierwotnych i sześć przypadków wtórnych zakażeń od chorych ludzi (w wyniku bezpośredniego kontaktu, zwykle z krwią). Zmarło 7 chorych.
W kwietniu 2005 nieznana dotąd odmiana tego wirusa pojawiła się w prowincji Uige w Angoli. Zmarły co najmniej 244 osoby.

## Filowirusy w literaturze i filmie
Marburg nie jest opisywany tak często jak Ebola, którą charakteryzuje znacznie większa wirulencja. Wirusem zaraziła się jedna z postaci, która pojawiła się w 19 odcinku drugiego sezonu serialu Madam Secretary. W książce Zabójczy wirus Alex Kavy i w serii o Sewerynie Zaorskim Remigiusza Mroza, książce „Światła w popiołach”, także pojawia się wątek tego wirusa.
Wątek tego wirusa pojawia się w polskim serialu „Fala zbrodni” (odc. 98). Pojawił się tam jako broń biologiczna, stworzona na potrzeby organizacji terrorystycznej.